# John Francis Dodge
Pour les articles homonymes, voir Dodge (homonymie).
John Francis Dodge (25 octobre 1864 - 14 janvier 1920) est un pionnier américain de l'automobile, cofondateur de l'entreprise Dodge.

## Biographie
John Francis Dodge est né à Niles (Michigan), dans une famille d'origine anglaise avec des ancêtres français. Il a un frère cadet, Horace Dodge.
En 1886, il déménage à Détroit (Michigan) et, en 1894, il travaille comme machiniste à la Dominion Typograph Company de Windsor (Ontario) au Canada.
En 1897, il est associé avec son frère Horace dans une manufacture de bicyclettes. L'entreprise des frères Dodge travaille avec la Olds Motor Vehicle Company puis avec Ford.
En 1910, ils ouvrent une nouvelle usine à Hamtramck (Michigan). Entre 1903 et 1913, il sera vice-président de la firme d'Henry Ford. Puis les frères Dodge développent leurs propres automobiles. Ils mettent au point les camions de l'armée américaine pendant la Première Guerre mondiale. Plus tard, Dodge deviendra membre actif du Parti républicain dans le Michigan.

### Famille
En septembre 1892, il se marie à Ivy Hawkins (1864-1902), une Canadienne avec laquelle il aura trois enfants : Winifred (1894-1980), Isabel (1896-1962) et John (1898-1942). Après le décès de sa première femme, il se remarie avec Isabelle Smith à Walkerville (Ontario), le 8 décembre 1902. Ils divorcent en 1907. Il épouse alors Matilda Rausch (1883-1967), avec laquelle il a également trois enfants : Frances (en) (1914-1971), Daniel George (1917-1938) et Anna Margaret (1919-1924). Il meurt à l'âge de 55 ans, victime de l'épidémie de grippe espagnole.